# 2023年乌兹别克斯坦宪法公投
2023年乌兹别克斯坦宪法公投是2023年4月30日于乌兹别克斯坦举行的修憲公投，議會於2023年3月15日批准了公投，最终修正案獲得90%以上的支持。

## 背景
乌兹别克斯坦總統沙夫卡特·米爾濟約耶夫于2021年烏茲別克斯坦總統選舉当选，开始他的第二个任期，代表米爾濟約耶夫将不能再竞选新一届总统。但是如果新的宪法能够通过，米爾濟約耶夫的任期将重新计算，因此可以继续参与总统竞选。乌兹别克斯坦本次修宪的主要议题为延长总统任期至7年，除此之外宪法中还将加入保护人民自由权利、增进人民权益的内容，以及从宪法层面明定廢除死刑。

## 结果
| 选项              | 得票数     | %       |
| ----------------- | ---------- | ------- |
| 同意              | 15,034,608 | 90.61%  |
| 拒绝              | 1,558,817  | 9.39%   |
| 有效票            | 16,593,425 | 99.56%  |
| 无效 / 空白票     | 73,672     | 0.44%   |
| 总票数            | 16,667,097 | 100.00% |
| 选民总数 / 投票率 | 19,722,809 | 84.51%  |

## 后续
公投通过后米爾濟約耶夫的任期得以继续竞选担任总统，他的任期重新计算，而且任期延长至7年。同年7月9日乌兹别克斯坦以公投通过为由提前举行总统选举，米爾濟約耶夫再次当选总统，据现行宪法他将可以担任总统至2037年。